# فرودگاه سانتا آنا (جزایر سلیمان)
فرودگاه سانتا آنا (جزایر سلیمان) (به انگلیسی: Santa Ana Airport (Solomon Islands)) یک فرودگاه با کد یاتا NNB است . این فرودگاه در شهر جزایر سانتا آنا کشور جزایر سلیمان قرار دارد .

## شرکت‌های هواپیمایی و مقصدهای پروازی
| شرکت‌های هواپیمایی | مقصدهای پروازی                 |
| ----------------- | ------------------------------ |
| Solomon Airlines  | کیراکیرا, سانتا کروس د لا سیرا |